# Goli Vrh (gmina Rakovec)
Goli Vrh – wieś w Chorwacji, w żupanii zagrzebskiej, w gminie Rakovec. W 2011 roku liczyła 47 mieszkańców.